# Pere de Constantinoble
Pere de Constantinoble (en llatí: Petrus, en grec antic: Πέτρος) mort l'any 666, va ser patriarca de Constantinoble des de l'any 654 al 666. El Tercer Concili de Constantinoble el va condemnar per heretge per ser monotelita, tal com ho havia estat el seu predecessor Pau II.
Va mantenir correspondència amb el papa Vitalià quan aquest va pujar al tron de Roma, i va renunciar al monotelisme, cosa que va comportar la restauració de les relacions eclesiàstiques entre Roma i Constantinoble. Vitalià va ser inclòs als díptics, l'únic nom d'un papa que es va acceptar entre el regnat del papa Honori I, que va morir el 638, i el 677, quan el patriarca Teodor I el va eliminar poc abans del Sisè Concili Ecumènic.
En aquell Concili, Pere va ser condemnat per heretge, i també ho van ser els patriarques Sergi I, Pirrus I, i Pau II, el patriarca d'Alexandria Cir i Teodor Raituense.